# Fräulein Winnetou
Fräulein Winnetou (Originaltitel: Susannah of the Mounties) ist ein US-amerikanisches Westernfilmdrama aus dem Jahre 1939 von William A. Seiter und Walter Lang mit Shirley Temple und Randolph Scott, ihrem Partner aus Shirley auf Welle 303, in den Hauptrollen. Die Geschichte basiert auf dem Roman Susannah, A Little Girl of the Mounties (1936) von Muriel Denison.

## Handlung
Der Wilde Westen Kanadas in den 1880er Jahren. Der Bau der Canadian Pacific Railway in Richtung Westen führt immer wieder zu Zusammenstößen mit den dort ansässigen Ureinwohnern, den „Indianern“, die die Landnahme des „weißen Mannes“ nicht widerstandslos hinnehmen wollen. Eines Tages kommt es infolge eines Überfalls zu einem Massaker unter den Reisenden und Neusiedlern, das nur die kleine Susannah (in der deutschen Synchronfassung von 1939 „Susanne“) „Su“ Sheldon überlebt. Susannah wird von einer berittenen Mountie-Patrouille unter der Leitung von Inspector Angus „Monty“ Montague entdeckt und in Sicherheit gebracht. Man bringt das Mädchen zurück ins Fort, wo Monty und sein Freund Pat O’Hannegan Susannah adoptieren. Die Kleine erholt sich rasch, doch bald droht neue Unruhe im Camp. Denn die bildhübsche Vicky Standing, Tochter des einflussreichen Superintendent Standing, trifft, aus Toronto kommend, ein, um ihren Vater zu besuchen. Bald ist Montys Herz entflammt, und es kommt zu Rivalitäten mit Susannah und Harlan Chambers, dem Leiter des Eisenbahnlagers.
Nachdem eine Bande abtrünniger Indianer Pferde aus Chambers’ Lager stiehlt, sagt der auf Ausgleich bedachte Häuptling Big Eagle zu, die Pferdedieb-Renegaten dingfest zu machen und an den „weißen Mann“ auszuliefern. Als Geste des guten Willens lässt der Häuptling seinen Sohn Little Chief auf dem Mountie-Außenposten zurück. Der Indianerjunge freundet sich rasch mit Susannah an und bringt ihr alles bei, was man so über ein Indianerleben wissen muss. Aus Susannah wird nun „Fräulein Winnetou“. Während die Jugendlichen eines Tages ausreiten, erleben sie, wie der indianische Pferdedieb Wolf Pelt versucht, Chambers von ihm gestohlenen Tiere zu verkaufen. Als der Betrug aufgedeckt wird, lässt Chambers Wolf Pelt verprügeln und droht den Indianern mit Ausrottung. Wolf Pelt nutzt Chambers’ Behandlung und Drohung dazu, seinem Stamm einzureden, der „weiße Mann“ verstehe nur die Sprache der Gewalt.
In der folgenden Nacht überfällt er mit anderen das Lager der Eisenbahner und anschließend das  Mountie-Fort, um Little Chief zu befreien. Dabei wird Monty entführt. Als Gegenleistung für dessen Freilassung fordern die Indianer, dass die Eisenbahnlinie von ihrem Territorium entfernt, andernfalls  die Feindseligkeiten weitergeführt und Monty sterben werde. Daraufhin schleicht  Susannah sich mit einem Pony aus dem Fort und macht auf den Weg zum Indianerlager, um mit Big Eagle zu reden. Unterwegs wird sie von einem Indianer gefangen genommen. Nachts, während der Stamm sich darauf vorbereitet, Monty auf einem Scheiterhaufen zu verbrennen, entkommt Susannah aus dem Tipi und klagt vor Big Eagle, unterstützt durch Little Chief, Wolf Pelt an, Chambers provoziert zu haben. Wolf Pelt bestreitet die Vorwürfe, woraufhin der große Häuptling die Wahrheit nach Indianerritus mittels eines fallenden Stockes herausfinden lässt. Der Stab fällt in Wolf Pelts Richtung und beweist damit, dass dieser gelogen hat. Der Indianerhäuptling setzt daraufhin Monty auf freien Fuß und raucht später mit Superintendent Standing und Su die Friedenspfeife.

## Produktionsnotizen
Fräulein Winnetou entstand ab dem 23. Januar 1939 in Hollywood (mit Nachaufnahmen ab dem 30. März 1939) und wurde am 23. Juni 1939 uraufgeführt. Die deutsche Premiere fand am 28. November 1939 in Kiel statt, die Berliner Premiere war am 9. Januar 1940. Damit war Fräulein Winnetou der letzte Shirley-Temple-Film, der im Dritten Reich in deutschen Kinos anlief.
Produktionschef Darryl F. Zanuck war auch ungenannter Herstellungsleiter, Kenneth Macgowan Produktionsleiter. Richard Day entwarf die von Albert Hogsett ausgeführten Filmbauten, Thomas Little kümmerte sich um die Ausstattung. Gwen Wakeling war für die Kostüme zuständig. Louis Silvers war musikalischer Leiter.

## Wissenswertes
Zahlreiche der Mitwirkenden auf Indianerseite waren tatsächlich US-amerikanische Ureinwohner und gehörten zum Stamm der Blackfoot, die in einem Reservat in Montana lebten.
Die Engländerin Margaret Lockwood hatte im Jahr zuvor ihren großen Durchbruch mit dem Hitchcock-Krimi Eine Dame verschwindet erlangt und war daraufhin, mit eher durchwachsenen Ergebnissen, kurzfristig nach Hollywood verpflichtet worden.

## Synchronfassungen
Bei der Synchronfassung von 1939 hatte Reinhard W. Noack die Dialogregie. Im Jahr 1976 entstand eine zweite Synchronfassung für das ZDF.
| Rolle                  | Darsteller           | Synchronsprecher (1939) | Synchronsprecher (1976) |
| ---------------------- | -------------------- | ----------------------- | ----------------------- |
| Susanne, genannt Su    | Shirley Temple       | Carmen Lahrmann         | Madeleine Stolze        |
| Angus „Monty“ Montague | Randolph Scott       | Herbert Gernot          | Peter Kirchberger       |
| Pat O’Hannegan         | J. Farrell MacDonald | C. W. Burg              | ???                     |
| Harlan Cambers         | Lester Matthews      | Hanns Eggerth           | ???                     |
| Indianerhäuptling      | Chief John Big Tree  | Hans Meyer-Hanno        | ???                     |
| Vicky Standing         | Margaret Lockwood    | ???                     | Katrin Schaake          |

## Kritiken
„Ausschließlich für das jugendliche Zielpublikum. (…) Unlogische Situationen machen daraus nicht mehr als ein bescheidenes Märchen.“

Der Movie & Video Guide befand: „… vorsehbares aber unterhaltsames Temple-Vehikel“.
Halliwell’s Film Guide meinte: „Angemessene Star-Action-Romanze. Shirleys letzter wirklicher Erfolg.“